# Milan Paroški
Milan Paroški, en serbe cyrillique Милан Парошки (né le 5 mars 1957), est un homme politique serbe. Il est président du Parti national.

## Repères biographiques
Originaire de Voïvodine, Milan Paroški est diplômé en politologie. Il est actuellement directeur du musée de Novi Sad. 
Pour les élections législatives serbes de mai 2008, Milan Paroški a rassemblé autour de lui une coalition politique qui a pris le nom de Mouvement national pour la Serbie. La coalition a présenté une liste de 114 candidats. Elle a recueilli 3 795 voix, soit 0,09 % des suffrages, ce qui ne lui a pas permis d'obtenir de député à l'Assemblée nationale de la République de Serbie.